# Castianeira rutilans
Castianeira rutilans là một loài nhện trong họ Corinnidae.
Loài này thuộc chi Castianeira. Castianeira rutilans được Eugène Simon miêu tả năm 1896.